# 新聞深喉嚨
《新聞深喉嚨》（英語：Deep Throat News），是臺灣中天新聞台的政論談話性節目，主要採錄影播出，如有重大新聞則採LIVE播出。於2015年8月31日開播，2020年10月2日停播。

## 大事紀
- 2015年8月31日，節目開播，主持人為平秀琳，初期為晚間七點半播出，成為當時各家新聞台，每天最早開始播出的晚間政論節目。[1]
- 2016年1月18日，總統暨立委選舉結束後，節目時間縮短為一小時，改為晚間八點至九點播出。
- 2017年3月13日，節目恢復90分鐘播出，時段為晚間八點至九點半。
- 2017年12月11日，節目延長110分鐘播出。
- 2018年1月，推出以「深喉嚨」為名的新聞專題《深喉嚨之眼》。
- 2018年7月16日，節目延長115分鐘播出。
- 2018年5月20日，《深喉嚨之眼》改為塊狀節目，時段為週日23:00-00:00播出[2]。
- 2019年4月6日，加開周末時段，由馬千惠主持。
- 2019年5月15日，主持人平秀琳、製作人朱凱翔驚傳請辭。據媒體報導，整組製作團隊將跳槽東森電視[3]。對此，中天電視回應「不予置評」[4]。
- 2019年5月16日，平日主持人由王又正接任，週末版維持不變。
- 2020年1月，選舉結束後，週末版停播。
- 2020年9月25日，王又正最後一次主持。
- 2020年9月28日，至10月2日節目最後一集，由馬千惠主持。

## 節目特色
- 開播之初強打五大重點：「別台請不動的大咖」、「名嘴刻意隱瞞的真相」、「政客不敢說的事實」、「鄉民最想知道的爆卦」、「深喉嚨現聲說法」，針對熱門新聞議題進行專業及具深度的分析探討，讓全民檢視新聞議題背後不為人知的內幕。
- 節目初期推出「深喉嚨」來賓，以變聲不露臉的方式出場，踢爆政治秘辛或內幕。
- 有別於新聞台晚間八點或九點才開始主攻政論節目的做法，《新聞深喉嚨》初期將播出時間提早至晚間七點半，成為當時各家新聞台晚間時段最早的政論節目。2016年起改為晚間八點播出。
- 平秀琳主持時期，節目口號為：「新聞深喉嚨，挖新聞、挖真相、挖內幕，有多深、挖多深！」。
- 王又正主持時期，節目口號為：「別人挖不到的，我王又正來挖」、「新聞深喉嚨，見風不轉舵」。

## 主持人

### 新聞深喉嚨
- 第一任：平秀琳（2015年8月31日－2019年5月15日）
- 第二任：王又正（2019年5月16日－2020年9月25日）
- 第三任：馬千惠（2020年9月28日－2020年10月2日）
- 代班主持人：馬千惠
- 特報主持人：
  - 盧秀芳（2020年7月30日前總統李登輝逝世）
  - 林嘉源（2020年8月14日高雄市長補選選前之夜）

### 週末深喉嚨
- 平秀琳（2019年4月6日）
- 馬千惠（2019年4月13日－2020年1月12日）

## 播出時間

### 首播
| 頻道       | 所在地 | 播映日期                      | 節目名稱   | 播出時間                 |
| ---------- | ------ | ----------------------------- | ---------- | ------------------------ |
| 中天新聞台 | 臺灣   | 2015年8月31日－2016年1月16日  | 新聞深喉嚨 | 每週一至週五 19:30-21:00 |
| 中天新聞台 | 臺灣   | 2016年1月18日-2017年3月10日   | 新聞深喉嚨 | 每週一至週五20:00-21:00  |
| 中天亞洲台 | 臺灣   | 2016年1月18日-2017年3月10日   | 新聞深喉嚨 | 每週一至週五20:00-21:00  |
| 中天新聞台 | 臺灣   | 2017年3月13日-2017年12月8日   | 新聞深喉嚨 | 每週一至週五20:00-21:30  |
| 中天亞洲台 | 臺灣   | 2017年3月13日-2017年12月8日   | 新聞深喉嚨 | 每週一至週五20:00-21:30  |
| 中天新聞台 | 臺灣   | 2017年12月11日-2018年7月13日  | 新聞深喉嚨 | 每週一至週五20:00-21:50  |
| 中天亞洲台 | 臺灣   | 2017年12月11日-2018年7月13日  | 新聞深喉嚨 | 每週一至週五20:00-21:50  |
| 中天新聞台 | 臺灣   | 2018年7月16日-2019年6月15日   | 新聞深喉嚨 | 每週一至週五20:00-21:55  |
| 中天亞洲台 | 臺灣   | 2018年7月16日-2019年6月15日   | 新聞深喉嚨 | 每週一至週五20:00-21:55  |
| 中天新聞台 | 臺灣   | 2019年6月17日-2019年6月25日   | 新聞深喉嚨 | 每週一至週五19:55-21:55  |
| 中天亞洲台 | 臺灣   | 2019年6月17日-2019年6月25日   | 新聞深喉嚨 | 每週一至週五19:55-21:55  |
| 中天新聞台 | 臺灣   | 2019年6月26日-2020年10月2日   | 新聞深喉嚨 | 每週一至週五20:00-21:55  |
| 中天亞洲台 | 臺灣   | 2019年6月26日-2020年10月2日   | 新聞深喉嚨 | 每週一至週五20:00-21:55  |
| 中視新聞台 | 臺灣   | 2015年10月6日－2016年3月31日  | 新聞深喉嚨 | 每週二至週五 09:00-10:00 |
| 中視新聞台 | 臺灣   | 2016年4月1日-2017年11月17日   | 新聞深喉嚨 | 每週一至週五 23:00-00:00 |
| 中視新聞台 | 臺灣   | 2017年11月20日-2017年12月8日  | 新聞深喉嚨 | 每週一至週五 22:15-23:45 |
| 中視新聞台 | 臺灣   | 2017年12月11日-2018年5月4日   | 新聞深喉嚨 | 每週一至週五 22:15-00:00 |
| 中視新聞台 | 臺灣   | 2018年5月28日-2018年7月13日   | 新聞深喉嚨 | 每週一至週五 22:15-00:00 |
| 中視新聞台 | 臺灣   | 2018年5月7日-2018年5月25日    | 新聞深喉嚨 | 每週一至週五 22:00-00:00 |
| 中視新聞台 | 臺灣   | 2018年8月20日-2018年8月31日   | 新聞深喉嚨 | 每週一至週五 22:00-00:00 |
| 中視新聞台 | 臺灣   | 2019年2月11日－2019年7月9日   | 新聞深喉嚨 | 每週一至週五 22:00-00:00 |
| 中視新聞台 | 臺灣   | 2019年12月2日－2020年1月10日  | 新聞深喉嚨 | 每週一至週五 22:00-00:00 |
| 中視新聞台 | 臺灣   | 2020年7月1日-                 | 新聞深喉嚨 | 每週一至週五 22:00-00:00 |
| 中視新聞台 | 臺灣   | 2018年7月16日-2018年8月17日   | 新聞深喉嚨 | 每週一至週五22:10-00:00  |
| 中視新聞台 | 臺灣   | 2018年9月3日-2018年10月31日   | 新聞深喉嚨 | 每週二至週六00:00-02:00  |
| 中視新聞台 | 臺灣   | 2019年7月10日                 | 新聞深喉嚨 | 每週一至週五21:00-23:00  |
| 中視新聞台 | 臺灣   | 2019年7月15日-2019年11月29日  | 新聞深喉嚨 | 每週一至週五21:00-23:00  |
| 中視新聞台 | 臺灣   | 2020年1月13日-2020年5月1日    | 新聞深喉嚨 | 每週一至週五21:00-23:00  |
| 中視新聞台 | 臺灣   | 2019年7月11日－2019年7月12日  | 新聞深喉嚨 | 每週一至週五23:00-01:00  |
| 中天新聞台 | 臺灣   | 2018年5月20日-2019年5月26日   | 深喉嚨之眼 | 週日23:00-00:00          |
| 中視新聞台 | 臺灣   | 2018年5月27日－2018年11月25日 | 深喉嚨之眼 | 週日14:00-16:00          |
| 中視經典台 | 臺灣   | -2017年11月17日               | 新聞深喉嚨 | 每週一至週五 23:00-00:00 |
| 中視菁采台 | 臺灣   | 2018年9月3日-2018年10月31日   | 新聞深喉嚨 | 每週二至週六00:00-02:00  |

### 重播
| 頻道       | 所在地 | 播映日期                     | 節目名稱   | 播出時間                 |
| ---------- | ------ | ---------------------------- | ---------- | ------------------------ |
| 中天新聞台 | 臺灣   | 2015年9月1日-2017年3月15日   | 新聞深喉嚨 | 每週二至週六 04:00-05:00 |
| 中天新聞台 | 臺灣   | 2017年3月14日-2017年12月8日  | 新聞深喉嚨 | 每週二至週六03:30-05:00  |
| 中天新聞台 | 臺灣   | 2017年12月12日-2018年7月13日 | 新聞深喉嚨 | 每週二至週六03:10-05:00  |
| 中天新聞台 | 臺灣   | 2018年7月17日-2019年12月     | 新聞深喉嚨 | 每週二至週六03:05-05:00  |
| 中天新聞台 | 臺灣   | 2019年12月-2020年10月3日     | 新聞深喉嚨 | 每週二至週六01:00-02:55  |
| 中視新聞台 | 臺灣   | 2016年4月2日－2017年11月18日 | 新聞深喉嚨 | 每週二至週六 05:00-06:00 |
| 中天娛樂台 | 臺灣   | 未知                         | 新聞深喉嚨 | 每週一至週五 05:00-06:50 |
| 中天綜合台 | 臺灣   | 未知                         | 新聞深喉嚨 | 每週一至週五 07:00-08:50 |
| 中天新聞台 | 臺灣   | 2018年5月21日-2019年5月27日  | 深喉嚨之眼 | 週一03:00-04:00          |
| 中視新聞台 | 臺灣   | 2018年5月20日－2019年5月26日 | 深喉嚨之眼 | 週五 02:00-03:00         |

## 事件

### 主持人與製作人跳槽
《壹週刊》報導，主持人平秀琳、製作人朱凱翔離職的原因，是因為5月10日在北京舉辦的第四屆「兩岸媒體人北京峰會」，身為協辦單位的旺中集團，受邀名單上並沒有平秀琳、朱凱翔。消息人士透露，朱凱翔一看到名單非常不解，認為自己於中天有功，至少也應邀請主持人平秀琳前去才對。
報導更稱，旺中集團「捧韓噓郭」的絕對態勢，令台內認為有失公允，造成部分同仁集體離職，包括《深喉嚨》整團隨朱凱翔、平秀琳到東森履新，另外開辦《平論無雙》節目。
對此，朱凱翔在臉書發文，「我不想傷感情，但就事論事，就是現在公司處理新聞的政策方向，我全部不認同，公司現在需要的不是自由的發想者，而是忠誠的執行者，我留下來也不會聽話，何必互相為難」。

## 姊妹節目

### 深喉嚨之眼
《深喉嚨之眼》曾是中天新聞台推出的專題節目，原於中天&中視各節新聞中播出，2018年5月20日開始成為塊狀節目，於每月雙週日23:00至24:00播出。由李珮瑄負責開場及主要主持並在不同的段落中輪流搭擋特派員李易璇、黃順陽及何橞瑢分析該週的專題。節目口號為「揭開不為人知的角落現況」，節目初期全名為《平秀琳嚴選 深喉嚨之眼》。

### 週末深喉嚨
《週末深喉嚨》是中天新聞台推出的政論談話性節目，是平日《新聞深喉嚨》的週末版本，於2019年4月6日播出至2020年1月12日，於每週六21:00至22:00播出。第一集由平秀琳主持，第二集後由馬千惠主持。

## 製作團隊
- 監製：梁天俠
- 編審：薄征宇
- 製作人：王又正、蔡琬婷
- 執行製作人：葉雲銘
- 執行製作：傅勤耘、于靖、黃塏寒、洪奕鎮
- 導播：陳健彬
- 助理導播：郭郁君、賴欣妤
- 現場指導：陳美玉
- 攝影：徐守東、郭文賓、林育德、張均百
- 視訊：郭明坪、賀志清
- 成音燈光：鄭仙政、陳冠中、丘世浩、陳信璋
- 造型團隊：伊林娛樂
- 製作公司：中天電視公司

## 外部連結
- 中天電視《新聞深喉嚨》網頁 （页面存档备份，存于）
- 新聞深喉嚨的Facebook專頁
- 深喉嚨之眼的Facebook專頁
- YouTube上的新聞深喉嚨頻道

## 電視節目的變遷
| 臺灣 中天新聞台 星期一至五 19:30 - 21:00                                                         | 臺灣 中天新聞台 星期一至五 19:30 - 21:00      | 臺灣 中天新聞台 星期一至五 19:30 - 21:00               |
| ------------------------------------------------------------------------------------------------ | --------------------------------------------- | ------------------------------------------------------ |
|                                                                                                  | 新聞深喉嚨 （2015.8.31－2016.1.16）           |                                                        |
| 中天晚間新聞 （19:30 - 20:00） （2015.8.31-2016.1.16）新聞八點通 （20:00 - 21:00） （-2015.8.31) | 中天晚間新聞 （19:30 - 20:00） （2016.1.16-） |                                                        |
| 每週一至週五20:00-21:00                                                                          |                                               |                                                        |
| 新聞深喉嚨 （19:30 - 21:00） （2015.8.31－2016.1.15）                                            | 新聞深喉嚨 （2016.1.18－2017.3.10）           | 新聞深喉嚨 （20:00 - 21:30） （2017.3.13－2017.12.8）  |
| 每週一至週五20:00-21:30                                                                          |                                               |                                                        |
| 新聞深喉嚨 （20:00 - 21:00） （2016.1.18－2017.3.10）                                            | 新聞深喉嚨 （2017.3.13－2017.12.8）           | 新聞深喉嚨 （20:00 - 21:50） （2017.12.11－2018.7.13） |
| 每週一至週五20:00-21:50                                                                          |                                               |                                                        |
| 新聞深喉嚨 （20:00 - 21:30） （2017.3.13－2017.12.8）                                            | 新聞深喉嚨 （2017.12.11－2018.7.13）          | 新聞深喉嚨 （20:00 - 21:55） （2018.7.15－2019.6.15）  |
| 每週一至週五20:00-21:55                                                                          |                                               |                                                        |
| —                                                                                                | 新聞深喉嚨 （2018.7.15－2019.6.15）           | —                                                      |
| 每週一至週五19:55-21:55                                                                          |                                               |                                                        |
| —                                                                                                | 新聞深喉嚨 （2019年6月17日-2019年6月25日）    | —                                                      |
| 每週一至週五20:00-21:55                                                                          |                                               |                                                        |
| —                                                                                                | 新聞深喉嚨 （2019年6月26日-2020年10月2日）    | 頭條開講 （2020年10月5日-至今）                        |
| 每週六21:00-22:00                                                                                |                                               |                                                        |
| 文茜的世界周報                                                                                   | 週末深喉嚨 （2019年4月6日－2020年1月12日）    | 文茜的世界周報                                         |
| 週日23:00-00:00                                                                                  |                                               |                                                        |
| 中天調查報告                                                                                     | 深喉嚨之眼 （2018年5月20日-2019年5月26日）    | —                                                      |

| 臺灣 中視新聞台 每週二至週五 09:00 - 10:00                  | 臺灣 中視新聞台 每週二至週五 09:00 - 10:00 | 臺灣 中視新聞台 每週二至週五 09:00 - 10:00 |
| ----------------------------------------------------------- | --- | --- |
|                                                             | 新聞深喉嚨 （2015年10月6日－2016年3月31日） | |
| —                                                           | — | |
| 每週一至週五23:00-00:00                                     | | |
| —                                                           | 新聞深喉嚨 （2016年4月1日－2017年11月17日） | — |
| 每週一至週五22:15-00:00                                     | | |
| —                                                           | 新聞深喉嚨 （2017年12月11日－2018年5月4日） | — |
| 每週一至週五22:00-00:00                                     | | |
| —                                                           | 新聞深喉嚨 （2018年5月7日－2018年5月25日）（2018年8月20日－2018年8月31日）（2019年2月11日－2019年7月9日） （2019年12月2日－2020年1月10日）（2020年7月1日-2020年10月2日） | 頭條開講 （2020年10月5日-至今） |
| 每週一至週五22:15-00:00                                     | | |
| —                                                           | 新聞深喉嚨 （2018年5月28日－2018年7月13日） | — |
| 每週一至週五22:10-00:00                                     | | |
| —                                                           | 新聞深喉嚨 （2018年7月15日－2018年8月17日） | — |
| 每週二至週六00:00-02:00                                     | | |
| 中視夜線新聞 (00:00-01:00)兩岸一定旺 關鍵2018 (01:00-02:00) | 新聞深喉嚨 （2018年9月3日－2018年10月31日） | 中視夜線新聞 (00:00-01:00)兩岸一定旺 關鍵2018 (01:00-02:00) （2018年10月31日－2018年11月25日）                                                                             |
| 每週一至週五21:00-23:00                                     | | |
| —                                                           | 新聞深喉嚨 （2019年7月10日)（2019年7月15日－2019年11月29日） （2020年1月13日－2020年5月1日）                                                                             | 大政治大爆卦 (重播) （2019年7月11日－2019年7月12日）即時新聞現場－關鍵報告 （21:00 - 22:00） （2020年5月4日－）晚安台灣－全球新聞放送 （22:00 - 23:00） （2020年5月4日－） |
| 每週一至週五23:00-01:00                                     | | |
| —                                                           | 新聞深喉嚨 （2019年7月11日－2019年7月12日） | — |
| 週日14:00-15:00                                             | | |
| 中視調查報告                                                | 深喉嚨之眼 （2018年5月27日－2019年6月14日） | — |

1. ↑  5/27日起與 中天調查報告分週播出
2. ↑  與 中視調查報告分週播出